# Schleswig (stacja kolejowa)
Schleswig – stacja kolejowa w Szlezwiku, w kraju związkowym Szlezwik-Holsztyn, w Niemczech. Znajdują się tu 2 perony.